# دوباره در جاده (ترانه کند هیت)
«دوباره در جاده» (به انگلیسی: On the Road Again) ترانه‌ای از گروه موسیقی بلوز راک کند هیت است که سال ۱۹۶۷ ضبط و سال ۱۹۶۸ در آلبوم سرمستی با کند هیت (Boogie with Canned Heat) منتشر شد.
این تک‌آهنگ در چارت‌های بریتانیا، هلند، سوئیس، کانادا، بلژیک و استرالیا جزو ده ترانه اول قرار گرفت و از شناخته‌شده‌ترین آثار گروه به‌شمار می‌رود.